# James Dyson Award

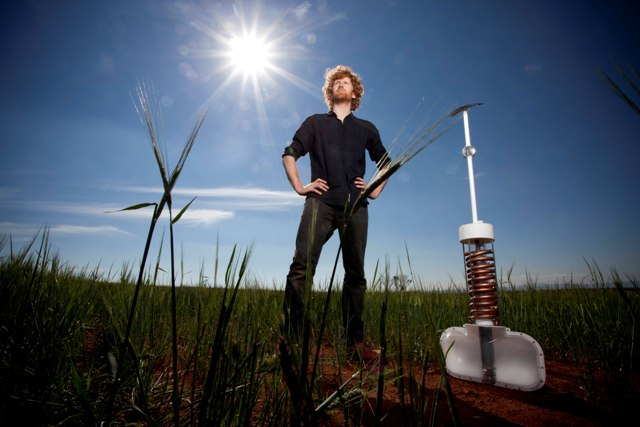
Edward Linacre al lado de su invento, el Airdrop.

El James Dyson Award es un premio para estudiantes o jóvenes interesados en la ingeniería de diseño, con el fin de ayudar a la sociedad o solucionar problemas. 
El concurso está abierto a estudiantes universitarios de las carreras de diseño de producto, ingeniería y diseño industriales, o que se hayan graduado en los últimos cinco años. 
El concurso y el premio lo organiza la Fundación de James Dyson. Su misión es motivar a las próximas generaciones de ingenieros y diseñadores.
Para participar en el concurso, el estudiante debe de haber estudiado en uno de los siguientes países: Australia, Austria, Bélgica, Canadá, China, Francia, Alemania, Irlanda, India, Italia, Japón, Corea, Malasia, Países Bajos, Nueva Zelanda, Rusia, Singapur, España, Suecia, Suiza, Taiwán, Reino Unido o Estados Unidos.
La elección de los ganadores se realiza a través de tres fases. En la primera de ellas se seleccionan tres proyectos nacionales de los que saldrá un ganador. En la segunda etapa, un grupo de ingenieros seleccionarán 20 proyectos entre todos los nacionales. Finalmente, James Dyson los revisa y selecciona cuatro finalistas: Un ganador internacional, dos finalistas y un ganador del Premio a la Sostenibilidad.

## Ganadores
Ganadores internacionales
- 2007 Maxi Pantel (Alemania) con el Senjo, un dispositivo electrónico para comunicación entre sordos.[2][3]
- 2008 Michael Chen (Inglaterra) con el Reactiv, una chaqueta de seguridad para ciclistas con luz LED que se activa con el movimiento.[4]
- 2009 Yusuf Muhammad y Paul Thomas (Inglaterra) con Automist, una grifo de cocina que evita incendios residenciales.[5][6][7]
- 2010 Samuel Adeloju (Australia) con Longreach, un dispositivo flotante para salvar víctimas en riesgo de ahogo.[8][9][10]
- 2011 Edward Linacre (Australia) con Airdrop, dispositivo que extrae agua del aire y lo utiliza para regar plantas mediante una red de tuberías subterráneas.[11][12][13][14][15]
- 2012 Dan Watson (Inglaterra) con SafetyNet, una red de pesca que deja pasar a los peces pequeños que los pesqueros no quieren.[16][17][18]
- 2013 Equipo de la Universidad de Pensilvania (Estados Unidos) con Titan Arm, una prótesis para el brazo que aumenta la fuerza humana.[19][20][21]
- 2014 James Roberts (Loughborough Universidad, Inglaterra) con MOM, una incubadora inflable de bajo coste.[22][23]
- 2015 Equipo de la Universidad de Waterloo  (Canadá) con el Voltera V-ONE, una impresora del tamaño de un portátil.[24]
- 2016 Isis Shiffer (Pratt Instituto, Estados Unidos) para el EcoHelmet, un casco de bicicleta de papel que se puede doblar.[25]
- 2017 Michael Takla, Rotimi Bhavsar y Prateek Mathur (Universidad McMaster) con el sKan, un dispositivo que detecta el melanoma a tiempo.[26][27]
- 2018 Nicolas Orellana y Yaseen Noorani (Universidad de Lancaster) con el O-Wind Turbine, un aerogenerador omnidireccional.[28][29]
- 2019 Lucy Hughes (Reino Unido) con MarinaTex, un material biodegradable alternativo al plástico (compuesto de desechos de la pesca).[30][31]
- 2020 Judit Giró (Universidad de Barcelona) con The Blue Box, un dispositivo biomedicó para detectar el cáncer de mama de forma no invasiva y de bajo coste.[32][33]
- 2022. HOOPS, la maleta diseñada para los usuarios de silla de ruedas que aspira a resolver su independencia a la hora de viajar.